# Пиана ди Монте Верна
Пиа̀на ди Мо̀нте Вѐрна (на италиански: Piana di Monte Verna) е село и община в Южна Италия, провинция Казерта, регион Кампания. Разположено е на 84 m надморска височина. Населението на общината е 2380 души (към 2013 г.).